# Communistische Partij van Slowakije
De Communistische Partij van Slowakije (Slowaaks: Komunistická strana Slovenska, KSS) was een communistische en marxistisch-leninistische politieke partij in Slowakije. De partij ontstond in 1939 en werd in 1990 ontbonden.

## Geschiedenis
Tot 1939 vormden de Slowaakse communisten een eigen vleugel of groepering binnen de Communistische Partij van Tsjecho-Slowakije (KSČ). Met het ontstaan van een autonome, later onafhankelijke Slowaakse Republiek in 1939 ontstond uit de KSČ een zelfstandige Communistische Partij van Slowakije (KSS). Gedurende het klerikaal-fascistische bewind van president Josef Tiso (1939-1945), waarbij Slowakije de kant koos van de As-mogendheden, was KSS verboden en ontplooide de partij ondergrondse activiteiten. In de laatste jaren van de Tweede Wereldoorlog nam de KSS actief deel aan het gewapende verzet tegen de fascistische regering. De KSS vervulde een sleutelrol tijdens de Slowaakse Nationale Opstand (1944). Gedurende deze opstand, gericht tegen de regering, sloot tijdens een geheim congres een meerderheid van de Slowaakse sociaaldemocratische partij zich bij de KSS aan (20.000 van de 37.000 leden).
Tijdens de eerste (vrije) parlementsverkiezingen na de bevrijding van Tsjecho-Slowakije door het Rode Leger in 1946 verkreeg de KSS 30,4% van de stemmen in Slowakije. De partij bleef daarbij ver achter bij de liberaal-conservatieve Slowaakse Democratische Partij (DS) die ruim 62% van de stemmen kreeg. De DS werd vervolgens gezien als de grootste bedreiging van de KSS in Slowakije. Na de communistische staatsgreep van februari 1948 werd de DS verboden en bij de parlementsverkiezingen later dat jaar verwierf de KSS een meerderheid van stemmen in Slowakije. Kort daarop ging de KSS als territoriale groepering door de KSČ ingelijfd en verloor de partij haar zelfstandigheid. Van 1963 tot 1968 was hervormingsgezinde Alexander Dubček eerste secretaris van de KSS. Hij was gedurende de Praagse Lente eerste secretaris van de KSČ, maar moest na de inval van de Warschau-pactlanden zijn functie neerleggen. Zijn opvolger als partijleider van de Slowaakse communisten, de orthodoxe Gustáv Husák, was van 1969 tot 1987 als eerste secretaris van de KSČ en van 1975 tot 1989 als president van de ČSSR de machtigste man van het land.
Na de Fluwelen Revolutie (1989) werd de KSS in 1990 ontbonden. Als opvolger van deze partij werd de Strana demokratickej ľavice (SDL) opgericht. Orthodoxe marxisten richtten in 1991 echter de Communistenbond van Slowakije (ZKS) en de Communistische Partij van Slowakije — 91 (KSS — 91) op. Deze twee partijen fuseerden in 1992 tot een nieuwe partij, ook Communistische Partij van Slowakije (KSS) genoemd. Deze partij is behalve voor een korte periode van 2002 tot 2004 niet het Slowaakse parlement vertegenwoordigd.

## Partijleiders van de KSS
- 1944–1945: Karol Šmidke
- 1945–1951: Štefan Bašťovanský
- 1951–1953: Viliam Široký
- 1953–1963: Karol Bacílek
- 1963–1968: Alexander Dubček
- 1968: Vasiľ Biľak
- 1968–1969: Gustáv Husák
- 1969–1970: Štefan Sádovský
- 1970–1988: Jozef Lenárt
- 1988–1990: Ignác Janák

## Verkiezingsresultaten

### Slowaakse Nationale Raad
| Jaar                                        | %                                | Zetels                           | +/-                              |
| ------------------------------------------- | -------------------------------- | -------------------------------- | -------------------------------- |
| 1928                                        | 14,42%                           | 5 / 54                           | 5                                |
| 1935                                        | 13,0%                            | 5 / 54                           | 0                                |
| 1938                                        | Verboden in de periode 1938-1945 | Verboden in de periode 1938-1945 | Verboden in de periode 1938-1945 |
| Onderdeel van het Nationaal Front 1948-1989 |                                  |                                  |                                  |
| 1948                                        | -                                | 75 / 100                         | 75                               |
| 1954                                        | -                                | 47 / 103                         | 28                               |
| 1960                                        | -                                | 34 / 100                         | 13                               |
| 1964                                        | -                                | 58 / 92                          | 24                               |
| 1971                                        | -                                | 102 / 150                        | 44                               |
| 1976                                        | -                                | 102 / 150                        | 0                                |
| 1981                                        | -                                | 102 / 150                        | 0                                |
| 1986                                        | -                                | 103 / 150                        | 1                                |
| 1990                                        | 13,35%                           | 22 / 150                         | 81                               |